# Władysław Domagalski (1905–1970)
Władysław Domagalski (ur. 27 czerwca 1905 w Okalewku, zm. 7 listopada 1970 w Brodnicy) – działacz komunistyczny.
Po ukończeniu 5 klasy szkoły powszechnej w 1925 został kowalem. Od 1927 działacz KPP, od 1928 sekretarz Komitetu Dzielnicowego (KD) KPP w Rypinie. W 1928 wstąpił do ZLCh "Samopomoc", członek Zarządu Powiatowego tej partii i do 1930 przewodniczący koła ZLCh na powiat rypiński. Organizował koła młodzieżowe przy ZLCh. W maju 1931 został na 3 miesiące aresztowany, a w 1933 skazany na 2 lata więzienia za działalność komunistyczną; po apelacji wyrok zmniejszono o połowę. 1935–1938 łącznik między Komitetem Okręgowym (KO) KPP a KD KPP w Rypinie. Po rozwiązaniu KPP w sierpniu 1938 wstąpił do SL. Od września 1941 członek Komitetu Powiatowego (KP) RRR-Ch "Młot i Sierp w Rypinie. Od 1942 II, a od kwietnia 1943 I sekretarz KP PPR i członek powiatowego sztabu GL w Rypinie. 9 lipca 1944 na posiedzeniu w Teodorowie został członkiem konspiracyjnej Wojewódzkiej Rady Narodowej (WRN) w Płocku jako reprezentant powiatu rypińskiego. Organizował rady narodowe i został członkiem Powiatowej Rady Narodowej (PRN) w Rypinie. Po styczniu 1945 jako wicestarosta organizował samorząd i administrację w powiecie rypińskim. W grudniu 1945 był delegatem na I Zjazd PPR. 1947–1951 instruktor Spółdzielczego Ośrodka Maszynowego w Nowym Mieście Lubawskim, potem I sekretarz Podstawowej Organizacji Partyjnej (POP) PZPR w szpitalu powiatowym. Od 1960 członek Komisji Rewizyjnej i Plenum KP PZPR w Brodnicy.
Był odznaczony m.in. Krzyżem Oficerskim Orderu Odrodzenia Polski, Krzyżem Partyzanckim i Złotym Krzyżem Zasługi.